# Protunapad
Protunapad je izaz koji u vojnoj taktici označava napad koji se izvodi neposredno iza ili u tijeku neprijateljskog napada. Cilj kontranapada je neprijatelju poremetiti planove ili mu oduzeti prednost koju je stakao dotadašnjim napadom.